# フロントライン (ノルウェーの企業)
フロントライン（Frontline Ltd.、OSE: FRO, NYSE: FRO）は、バミューダ諸島ハミルトンに本拠を置くタンカーの世界最大手の企業である。主要事業は原油の輸送である。2008年においてフロントラインはタンカー保有数世界1位の企業であり、それらはVLCC、スエズマックス、スエズマックスOBO82隻から構成される。フロントラインはオスロ証券取引所並びにニューヨーク証券取引所に上場している。

## 沿革
フロントラインの前身は1985年に設立されたフロントラインAB（Frontline AB）に遡る。フロントラインABは1989年から1997年までストックホルム証券取引所に上場していた。John Fredriksenが経営するHemen Holdingが1996年にフロントラインABの最大株主となった。1997年5月、株主総会において本社所在地をスウェーデンからバミューダ諸島に移転し、ストックホルム証券取引所からオスロ証券取引所に移転することが決定した。本社所在地の移転により、企業名も現在のFrontlin Ltd.となった。
Fredriksenの経営により、フロントラインは、1997年にはLondon Overseas Freightersを1999年にはICBを、2000年にはゴールデンオーシャングループを買収した。買収によりフロントラインはタンカー保有数世界1位でありその順位は現在まで至る。
2008年現在、フロントラインは総重量16.4百万トン、66隻のタンカーを保有している。フロントライン最大の株主はHemen Holding Ltd.であり間接的にJohn Fredriksenが支配している。
海運市場はボラティリティが70%以上にもなる市場であるため、市況の動向をにらみ船舶デリバティブを用いてリスクを減らすことになる。AG-Japan clean and dirtyは最も流動性が高いデリバティブ市場である。フロントラインは株式及び船舶金融で高収益をあげている。子会社のゴールデンオーシャングループはドライバルクを専門に取り扱う企業であり、2004年にフロントラインから独立しオスロ証券取引所に上場された。2006年にはフロントラインはFPSO（浮遊式生産貯蔵出荷設備）の事業--Sea Production--に参入した。
しかし、2007年6月、石油輸送に事業を集中するというフロントラインの経営戦略により、フロントラインはSea Produtionの全保有株式25,500千株を売却した。フロントラインとSea Produtionは石油輸送と貯蔵という関係において戦略的提携を続けている。
2023年、本社がバミューダからキプロスに移転した。ベルギーのユーロナブとの統合が計画されている。子会社のフロントライン・マネージメントはノルウェーに所在する。

## 経営陣
- CEO、会長兼社長：John Fredriksen
- 副社長： Tor Olav Trøim
- 取締役： Kathrine Fredriksen、Director、Kate Blankenship、Frixos Savvides
- CFO、Frontline Management: Inger M. Klemp